# Brug 1399
Brug 1399 is een bouwkundig kunstwerk in Amsterdam-Zuidoost.
De brug werd aangelegd in het kader van de bouw van de woonwijk Reigersbos. Op het gebied van bruggenbouw was dit het domein van architect Dirk Sterenberg, die het bruggetje vanuit Hoorn als zelfstandig architect ontwierp voor de Dienst der Publieke Werken. Voor Reigersbos ontwierp hij betonnen en houten bruggen. Brug 1399 is er een uit de categorie houten bruggen. Deze brug is alleen bestemd voor voetgangers. Vanaf het Sieverdinkpad gelegen in genoemde wijk gaat dit bruggetje eigenlijk nergens heen; het landt in De Hoge Dijk, maar het aansluitend pad leidt direct naar het Abcouderpad.
Ontwerp, aanbesteding en bouw van de brug gebeurde nog in de tijd dat er voor deze wijk geen straatnamen waren vergeven; men moest het doen met Reigersbos III en IV. Wel ging om een pakket aan bruggen. Met brug 1399 werd ook gewerkt aan de bruggen 1444 tot en met 1455, allemaal bestemd voor voetgangers en sommige ook voor fietsers  Op 13 september 1982 startten de werkzaamheden; oplevering moest plaatsvinden op 27 april 1983.
De brug heeft de kenmerken van de voet- en fietsbruggen die Sterenberg voor de wijk ontwierp. Betonnen brugpijlers dragen afgeronde jukken, die de houten liggers dragen. De balustraden en leuningen waren van dikke houten balken, geplaatst tussen betonnen borstweringen. Het geheel was donkerrood geschilderd.
De constructie die Sterenberg had bedacht kreeg het zwaar te verduren van weersomstandigheden. De bovenbouw werd in begin 21e eeuw vervangen.
<<< · 1301 · 1302 · 1303 · 1304 · 1305 · 1306 · 1307 · 1308 · 1309 · 1311 · 1312 · 1313 · 1314 · 1315 · 1316 · 1317 · 1319 · 1320 · 1321 · 1322 · 1323 · 1324 · 1325 · 1326 · 1327 · 1328 · 1329 · 1330 · 1331 · 1332 · 1333 · 1334 · 1335 · 1336 · 1337 · 1338 · 1339 · 1340 · 1342 · 1343 · 1344 · 1345 · 1346 · 1347 · 1348 · 1349 · 1350 · 1351 · 1352 · 1353 · 1354 · 1355 · 1356 · 1357 · 1358 · 1359 · 1360 · 1361 · 1362 · 1363 · 1364 · 1365 · 1366 · 1367 · 1368 · 1373 · 1375 · 1376 · 1377 · 1378 · 1379 · 1380 · 1381 · 1382 · 1383 · 1384 · 1385 · 1386 · 1387 · 1388 · 1389 · 1390 · 1391 · 1392 · 1396 · 1397 · 1398 · 1399 · >>>
Brugnummers 1300, 1318, 1341, 1369-1372, 1374, 1393, 1394, 1395 zijn niet vergeven. 1310 is gesloopt; brug 1318 is nooit gebouwd in verband met niet aanleggen Veenendaaldreef.